# Пункт за базиране Бургас
Военноморска база Бургас се създава в изпълнение на заповед № 434 от 7 ноември 1944 г. на командира на Морските войски.
Тя влиза в сила на 15 декември 1944 г. Най-голямата военноморска база е приемник на българския Беломорски флот, защото се изгражда от неговия състав, 26-и граничен участък, минна дружина, специална дружина и болницата в гр. Созопол.
Изтеглящите се от Беломорието български военноморски части пристигат в Бургас заедно с техническото и навигационно оборудване на своите кораби, които са предадени на гръцките власти. Формирани са щаб, миночистачен дивизион, учебна дружина, свързочна и домакинска част.
Извършва се строителство на необходимите сгради и помещения. От Варна е пребазиран отрядът миноносци в състав – „Дръзки“, „Строги“, „Смели“ и „Храбри“.
Първи командир на Военноморска база Бургас е капитан-лейтенант Игнат Гишин, дотогава командир на Морската дружина в Дедеагач. Под негово ръководство започва изпълнението на най-належащите задачи: миночистене на крайбрежните води и управление на морските гранични служби в района от нос Емине до река Резовска. Минният дивизион, който има един миночистач – мобилизираната и въоръжена с трални средства гемия „Устрем“, през първото полугодие на 1945 г. извършва 26 проверки по фарватерите, разоръжава 50 и взривява 38 мини. С отряда миночистачи, пребазиран от Варна, базата участва в окончателното прочистване и проверка на част от минните заграждения в Бургаския залив.
Първите противоподводни кораби съветско производство тип ОД идват в Бургаския залив през 1951 г. и сформират дивизион с командир капитан-лейтенант Божков. През 1954 г. те са заменени с кораби тип МО, командвани от капитан-лейтенант Степанов. Този дивизион е преместен във Варна през 1959 г., а през 1964 г. е създаден дивизион малки противоподводни кораби.
По това време в базата са сформирани още дивизион кораби със спомагателно значение и дивизион десантни кораби. В подчинение на базата преминава и брегови артилерийски полк със 7 брегови батареи.
Нов етап в развитието на Военноморска база Бургас започва със строителството на пункта за базиране Атия (1969 – 1972 г.). От 1972 година корабите и част от бреговите поделения се преместват от Бургас в Атия, където впоследствие е изградена съвременна учебно-материална база, жилищни блокове за командния състав в близкото селище Росен, културно-информационен център, спортен комплекс и е създадена цялостна инфраструктура, характерна за една модерна военноморска база.
В новия пункт за базиране се приемат на въоръжение и са усвоени съдовете, получени от бившия Съветски съюз, Полша, а така също и от собствено производство – патрулни кораби, базови и рейдови миночистачи, малки и средни десантни кораби.
В базата израстват стотици високопрофесионални командни кадри. Двадесет командири е имало съединението, шестима от служилите в базата офицери получават адмиралско звание. През годините стотици млади хора получават моряшка закалка за живота. На 9 декември 1973 г. с цената на живота си старшина II степен Стефан Михалев Димитров спасява от пожар кораба на който служи.
През 1972 г. морските миночистачи с бордови номера 48 и 49 за първи път извършват поход в Средиземно море, кораби многократно се включват в крупни национални и международни учения и осъществяват бойна подготовка в отдалечени райони. През 1995 г. военният транспорт „Атия“ плава до Италия за участие в учението „Класика – Русалка“. Военноморска база Бургас е постоянен домакин на провежданите от ВМС учения с международно участие „Бриз“, за което е изграден и усъвършенстван център за оперативно-тактическа подготовка.
Днес в състава на базата влизат щаб; патрулен, миночистачен, десантен и спомагателен дивизиони; хидрорайон; свързочно и радиотехническо поделение; ремонтна база и други спомагателни поделения. От 2011 г. е ВМБ-ВМС с два пункта за базиране на силите – Варна и Атия. След 1 ноември 2012 г. база Бургас е преобразувана в пункт за базиране Бургас, където влизат 4-ти дивизион патрулни кораби, 6-и дивизион миночистачни кораби и отряд спомагателни кораби. Понастоящем наследник в организационно отношение на военноморските бази Варна и Бургас е Военноморска база – ВМС.

## Наименования
През годините формированието носи различни имена според претърпените реорганизации:
- База – Бургас (1939 – 1944)
- Морска база – Бургас (1945 – 1950)
- Военноморска база – Бургас (1950 – 2012)
- Пункт за базиране – Бургас (от 2012)

## Командири
- Полковник Йосиф Бекаров – към февруари 1946
- Капитан-лейтенант Игнат Гишин към 1946
- Капитан ІІ ранг Крум Манасиев
- Капитан ІІ ранг Асен Иванов
- Капитан І ранг Анатоли Златаров
- Капитан ІІ ранг Илия Попилиев
- Капитан І ранг Иван Колчаков
- Адмирал Иван Добрев – 1956
- Капитан І ранг Недялко Милушев
- Капитан І ранг Йото Йотов
- Капитан І ранг Димитър Димитров
- Капитан І ранг Петър Калчев
- Контраадмирал Чавдар Манолчев – 1965 – 1968
- Капитан І ранг Иван Николов
- Контраадмирал Йовчо Георгиев
- Капитан І ранг Петър Желев
- Контраадмирал Христо Христов 1979 – 1987
- Вицеадмирал Димитър Павлов 1987 – 1988
- Капитан І ранг Георги Игнатов
- Капитан І ранг Кънчо Манев
- Капитан І ранг Иван Нанков
- Капитан І ранг Владимир Дернев (до 1 септември 1997)
- Контраадмирал Минко Кавалджиев (1 септември 1997 – 2002)
- Бригаден адмирал Симеон Цеков (6 юни 2002 – 10 май 2005)
- Бригаден адмирал Георги Мотев (10 май 2005 – 2011)
- Комодор Митко Петев (2011 – 30 юни 2014)
- Флотилен адмирал Мален Чубенков (30 юни 2014 – 1 юли 2016)
- Капитан І ранг Дарин Попов до 14 ноември 2022
- Капитан І ранг Петър Петров от 14 ноември 2022